# Преводи на „Хари Потър“
Поредицата от фентъзи романи за Хари Потър, написани от Дж. К. Роулинг е една от най-превежданите поредици за всички времена, достъпна на 85 езика. В това число се включват езици с по-малко от милион говорещи като баски, гренландски и уелски, както и на класически езици като латински и старогръцки. Освен това са направени регионални адаптации на книгите, за да се приспособят към регионалните диалекти, като например американското английско издание или валенсиянската адаптация на каталонски.
От съображения за сигурност, преводите са разрешени да започнат едва след публикуването на всяка книга на английски, създавайки забавяне от няколко месеца за читателите на други езици. Нетърпеливите фенове на много места по света купуват книгата на английски език. Хари Потър и Орденът на феникса е първата книга на английски език, оглавила списъка на бестселърите във Франция. В някои случаи феновете създават свои собствени неофициални преводи, или преди лицензиран превод, или когато лицензиран превод не е наличен.
Проблемите, възникващи при превода на Хари Потър, включват културни препратки, гатанки, предвиждане на бъдещи сюжетни точки и творчески имена на Роулинг за герои и други елементи в магьосническия свят, които често включват игра на думи и фонология.

## Процес при превода
За да бъде разрешен преводът, издателят трябва първо да преговаря и да подпише договор с литературния агент, в случая The Blair Partnership. Пълен списък на оторизираните издатели може да бъде прочетен на официалния уебсайт на Дж. К. Роулинг, като издателствата наемат местни преводачи.
Преводачите нямат достъп до книгите преди датата на тяхното публикуване на английски; следователно преводът може да започне само след публикуването на английските копия, което създава забавяне от няколко месеца, преди преводите да са налични.
Голямото търсене на висококачествен местен превод означава, че се полагат твърде много грижи за преводите. В някои страни, като Италия, първата книга от поредицата е преработена от издателите и публикувана с ново, актуализирано издание, тъй като читателите се оплакват от лошото качество на първия превод. В други страни като Китай и Португалия преводът се прави от група преводачи, които работят заедно, за да спестят време.

## Неоторизирани преводи
Нетърпението на международната общност от фенове на Хари Потър за преводи на книгите води до разпространението на неоторизирани или пиратски преводи, които често се превеждат набързо и се публикуват в интернет глава по глава или се отпечатват от малки преси и се продават незаконно. Работата може да се извърши от множество преводачи, за да се ускори процесът. Такива издания често са лошо преведени и изпълнени с грешки.
Екип от преводачи на китайски език превежда последната книга, Хари Потър и Даровете на Смъртта, която излиза три дни след публикуването на английски език.
16-годишен французин публикува онлайн незаконни преводи на Даровете на Смъртта. Той е арестуван, а сайтът – затворен, въпреки това съпругата на официалния преводач отбелязва, че нелегалните преводи не биха могли да навредят на официалния.
Във Венецуела през 2003 г. се появява незаконен превод на петата книга, Орденът на феникса, скоро след пускането на английската версия и пет месеца преди планираното издаване на испанския превод. Пиратският превод очевидно е толкова лош, че преводачът добавя бележки от типа: „Ето нещо, което не мога да преведа, съжалявам“ и „Съжалявам, не разбрах какво означава това“. Двама души са арестувани във връзка с пиратската версия.
В някои страни, където не е имало упълномощени преводи на местния език, са подготвени и публикувани преводи, които не са одобрени от Джоан Роулинг. Такъв е случаят например в Шри Ланка, където книгите са неофициално преведени на синхалски и вероятно на тамилски. По-късно са публикувани официални преводи на тези езици.
В Иран съществуват няколко неоторизирани превода на книгите за Хари Потър. Според един източник може да съществуват едновременно 16 персийски превода. Иран не е член на Световната конвенция за авторско право и поради тази причина издателите не са преследвани за публикуване на чуждестранни книги, без да спазват авторските права и да плащат възнаграждения.

## Фалшиви преводи
Докато „пиратските преводи“ са неоторизирани преводи на истинските книги за Хари Потър, се появяват и „фалшиви преводи“, които се представят за книги, написани от Роулинг. Има няколко такива книги, най-известната от които вероятно е Хари Потър и Бао Зулонг, която е написана и публикувана в Китай през 2002 г., преди излизането на петата книга от поредицата на Роулинг.
Други фалшиви книги за Хари Потър, написани на китайски, включват Хари Потър и порцелановата кукла, Хари Потър и златната костенурка и Хари Потър и кристалната ваза.
През 2003 г. правен натиск от страна на лицензодателите на Хари Потър накарва индийски издател да спре публикуването на Хари Потър в Калкута, произведение, в което Хари среща фигури от бенгалската литература.